# 40 mm armata przeciwlotnicza Bofors
Armata przeciwlotnicza Bofors 40 mm – rodzina armat przeciwlotniczych kalibru 40 mm konstrukcji szwedzkiej firmy Bofors, produkowana w kolejnych wersjach rozwojowych, w tym licencyjnych, od lat 30. XX wieku. Szeroko rozpowszechniona na świecie i używana na platformach morskich i lądowych przez niemal wszystkie strony walczące w II wojnie światowej, a także do czasów współczesnych. Podczas działań bojowych w tym konflikcie działo 40 mm Boforsa postrzegane było jako najlepsze w swojej klasie na świecie.

## Historia
Początki konstrukcji działa Boforsa sięgają 1928 roku, gdy na zamówienie szwedzkiej marynarki wojennej AB Bofors rozpoczął prace nad lekkim działem przeciwlotniczym. Prototyp nowej konstrukcji został zbudowany w 1930 roku, po czym działo zaczęło być produkowane w zestawie pojedynczym i podwójnym dla marynarki, a wkrótce także jako pojedyncze działo holowane dla szwedzkich wojsk lądowych. To ostatnie szybko zyskało sławę i zaczęło być postrzegane jako najlepsze z dostępnych na świecie dział przeciwlotniczych w swojej klasie. Do najważniejszych zalet działa należała duża prędkość wylotowa pocisku, co czyniło tę armatę doskonałą bronią przeciwlotniczą. Działo strzelało dużymi pociskami ze znacznym ładunkiem wybuchowym, zdolnymi do zestrzelenia praktycznie każdego trafionego samolotu. W wersji lądowej posadowione było w łatwym do obsługi i użycia w boju lekkim łożu.
W ciągu kilku lat od wejścia do produkcji, przedsiębiorstwo AB Bofors z Karlskrony dysponowało pełnym portfelem zamówień na nowe działo, co ważniejsze jednak, kilka rządów obcych państw zaczęło negocjować możliwość licencyjnej produkcji tych dział w swoich krajach. Obok Polski, negocjacje w tej sprawie prowadziły m.in. rządy Węgier, Finlandii, Grecji, Norwegii i szeregu innych. W konsekwencji, w chwili wybuchu wojny w 1939 roku, 40-milimetrowe działa Boforsa produkowane były w szeregu krajów w całej Europie, z bardzo dużą liczbą transakcji krzyżowych. Przykładowo, licencję na produkcję zakupiła m.in. Wielka Brytania, z uwagi jednak na potrzebę szybkiego uzbrojenia jej sił zbrojnych, rząd tego państwa dokonywał zamówień na dostawę Bofors 40 mm także w Polsce i na Węgrzech. Chęć produkcji tych dział wyrażała także Francja, jednak ostatecznie dokonała ich zakupu w Polsce.
W Polsce dokonano modyfikacji tych armat, przez wprowadzenie lżejszego łoża – co skutkowało powstaniem działa 40 mm Bofors wz. 36 – które zostało później zaadaptowane przez Wielką Brytanię. Armata podlegała stałemu rozwojowi łoża oraz systemu celowniczego, zwłaszcza w wielu wariantach i modelach morskich, samo jednak działo nie podlegało większym zmianom.
Armata używała szybkiego mechanizmu ładowania z amunicją podawaną z łódki, po wciśnięciu spustu działającego w sekwencji automatycznej. Po jego wciśnięciu, nabój wsuwany był w zamek, po czym ten ostatni zamykał się i następował wystrzał, a opróżniona łuska była odrzucana, czyniąc miejsce dla kolejnego naboju. Proces powtarzał się automatycznie, tak długo jak długo wciśnięty był spust. Po nadmiernym nagrzaniu się lufy, ta mogła być bardzo szybko wymieniona.
Po 1940 roku główne centra produkcyjne Boforsa znajdowały się w Wielkiej Brytanii oraz w Stanach Zjednoczonych, gdzie amerykańska wersja Bofors 40 mm /56 Mk1 i Mk2 produkowana była przez tamtejszego producenta kas pancernych firmę York Lock & Safe. Kierowana radarem okrętowa wersja amerykańska działa w podstawie dwu lub czterolufowej była najskuteczniejszą armatą przeciwlotniczą wojny. Związek Radziecki otrzymał pewną liczbę Boforsów w ramach Lend Lease. Po stronie niemieckiej, produkcja 4-cm Flak 28 na rzecz Wehrmachtu kontynuowana była przez Kongsberg Arsenal w Norwegii. Na Dalekim Wschodzie przechwycone w Holenderskich Indiach Wschodnich działa holenderskie używane były przez Japonię.

## 40 mm L/43
Wcześniejsza odmiana działa 40 mm L/43 ubåtsautomatkanon Model 1932 przeznaczonych dla okrętów podwodnych, o krótszej  lufie.

## 40 mm L/60
Opracowana została w 1933 w szwedzkiej firmie Bofors a następnie przyjęta do uzbrojenia przez wiele krajów świata. Mimo przyjętego przez firmę Bofors oznaczenia L/60 wszystkie produkowane na świecie tego typu działa miały długość lufy 56 kalibrów z wyjątkiem dział produkowanych w Japonii.
Przez cały okres produkcji armata była wielokrotnie modernizowana i produkowana w rozmaitych wersjach (zależnie od daty i kraju produkcji). Armata była montowana na różnych podstawach – lądowych, morskich a także na pojazdach. Produkowana była w wersjach pojedynczych a także podwójnie i poczwórnie sprzężonych. 

### Użytkownicy

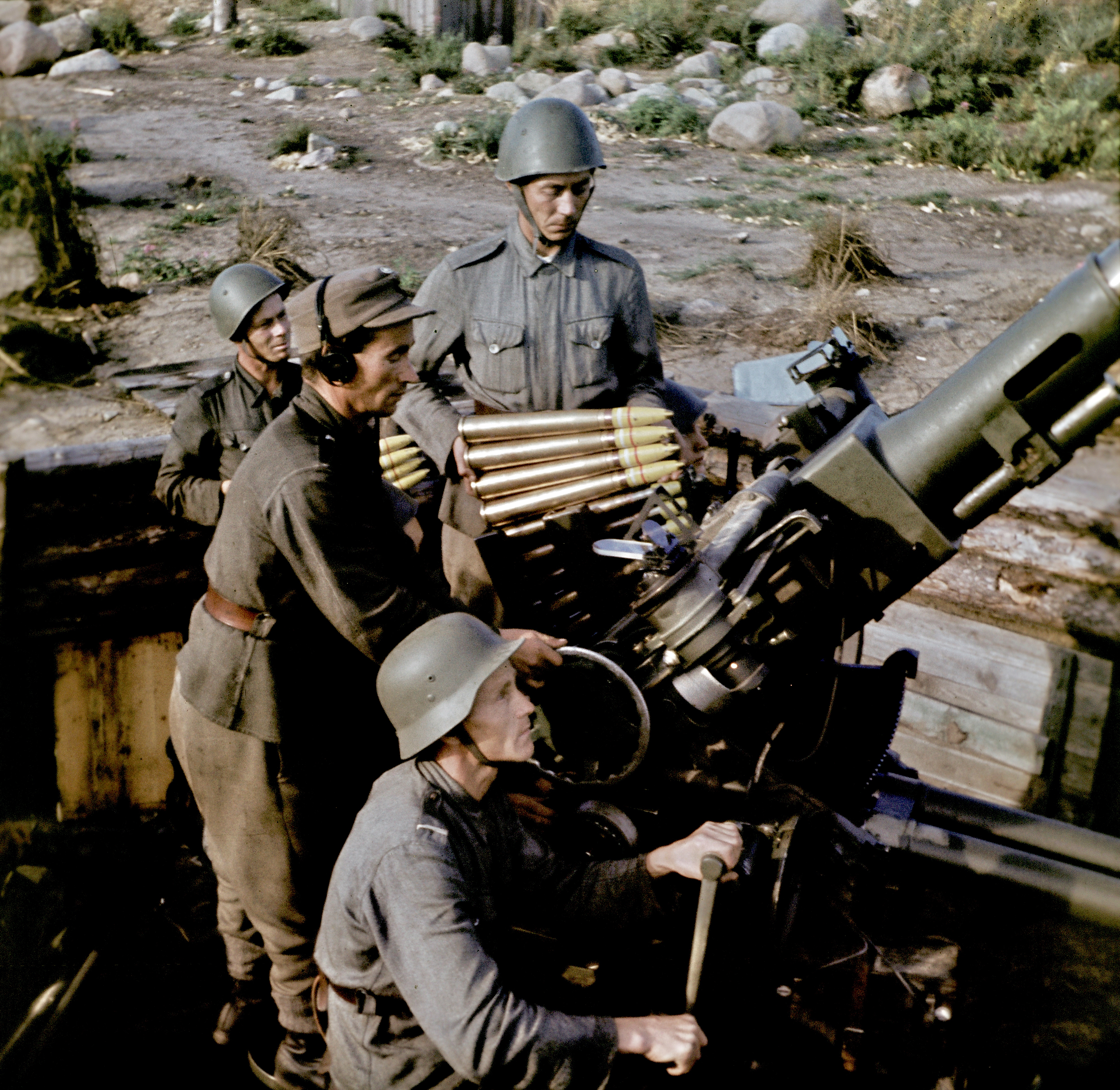
Fińskie działo Boforsa 40 mm, 1943

Wśród krajów używających tej armaty można wymienić: Polskę, Szwecję, Niemcy, Japonię, Wielką Brytanię, USA, Koreę Południową, ZSRR, Holandię, Australię i wiele innych.
Armata ta w zależności od kraju posiadała różne oznaczenia:
- Polska: Armata przeciwlotnicza 40 mm wz. 36 Bofors
- Szwecja: Bofors 40 mm/60 Model 1936
- Węgry: Bofors 40 mm 36M
- Niemcy: 4 cm/56 Flak 28
- Japonia: 4 cm/60 Type 5 (Model 1945)
- Wielka Brytania: 40 mm/56.3 (1.57") QF Mark I, III, IV, VIII, IX, X, XI, NI, NI/I
- USA: Bofors 40 mm /56 Mark 1, Mark 2 – z lufą o długości 56 kalibrów

### Użycie w Wojsku Polskim
W Polsce armata Boforsa została oznaczona jako wz. 36. Jako pierwsza zakupiła 40 mm działa Bofors polska Marynarka Wojenna. Dwie zdwojone zestawy morskie zakupiono w maju 1934 r. a cztery dalsze w grudniu tego roku. Pierwsze polskie armaty tego typu dla wojsk lądowych w liczbie 60 sztuk, zostały zakupione w Szwecji w grudniu 1935. Następnie podjęto produkcję licencyjną armaty w Polsce. 

### Użycie w USA

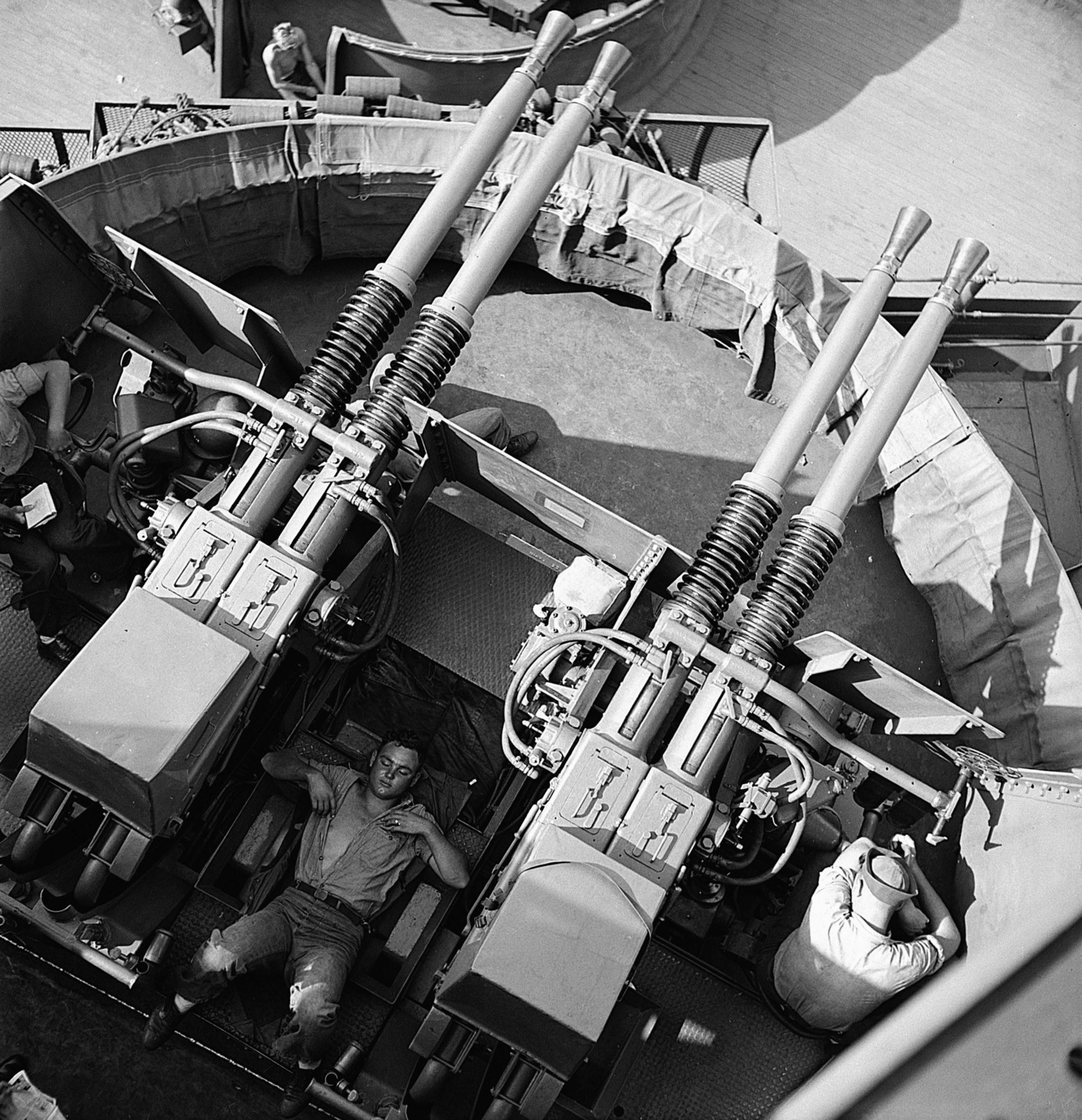
Poczwórny zestaw Bofors 40mm /56 na pancerniku USS „New Jersey” (BB-62)

Bofors udzielił zgody na produkcję swoich dział 40 mm w USA w czerwcu 1941 roku. W Stanach Zjednoczonych działa Boforsa używane były przede wszystkim na platformach morskich, były jednak zawsze zestawami podwójnymi lub poczwórnymi. Na szerszą skalę zaczęły wchodzić do służby od połowy 1942 roku, w trakcie walk o Guadalcanal. W pierwszym rzędzie otrzymywały je okręty liniowe – lotniskowce, pancerniki i krążowniki, wkrótce jednak zaczęły być w nie wyposażane także niszczyciele. Dopiero w połowie 1944 roku jednak udało się zaspokoić potrzeby marynarki amerykańskiej w tym zakresie, i obok uważanych za najlepsze na świecie w swojej klasie dział uniwersalnych kalibru 127 mm L/38, Boforsy 40 mm zaczęły stanowić o sile obrony przeciwlotniczej okrętów US Navy. Skuteczność tego systemu przeciwlotniczego zwiększały sterowane elektro-hydraulicznie podstawy dział, a także sterowany radarowo system kontroli ognia. Wszystkie chłodzone wodą Boforsy marynarki amerykańskiej były zestawione w parach – lewa armata była zawsze działem Mark 1, prawa zaś Mark 2, które poza samymi elementami lufy nie były wymienne między sobą.

## 40 mm L/70

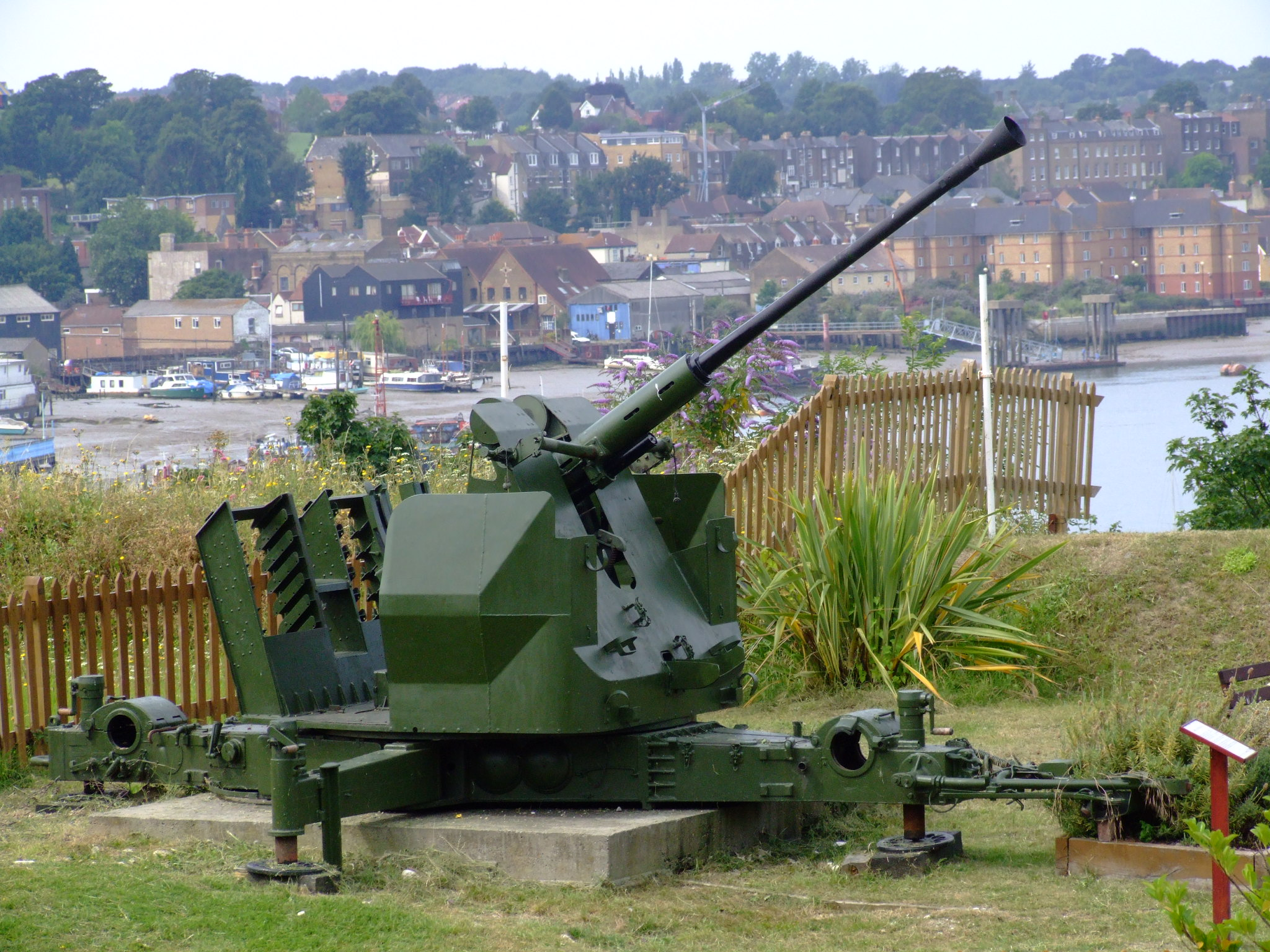
Bofors 40 mm L/70 (bez kół)

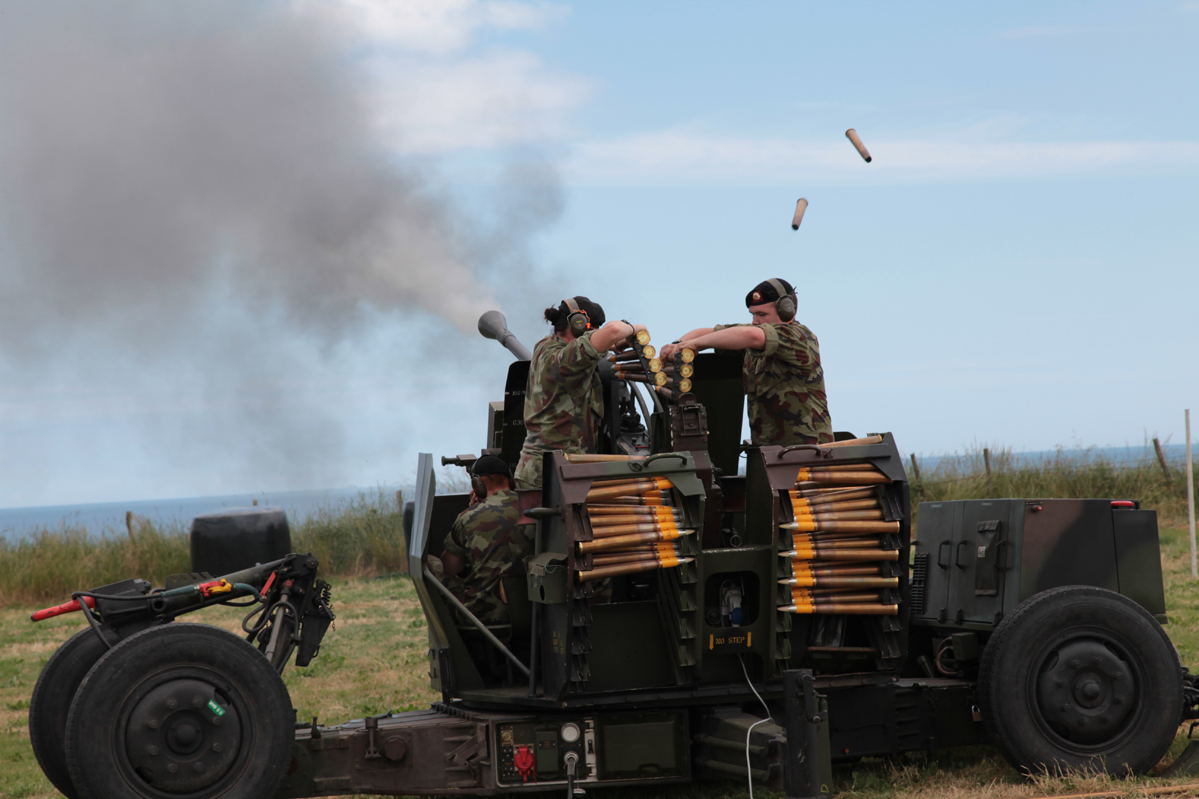
Bofors 40 mm L/70 sił zbrojnych Irlandii w akcji

Po II wojnie światowej znacznie zwiększyła się prędkość lotu samolotów. W związku z tym zdecydowano się na opracowanie armaty z większym zasięgiem rażenia oraz poprawioną szybkostrzelnością. Nowe działo, opracowane w 1947, było w stanie wystrzelić 4 pociski na sekundę (240 strzałów/min) i używało nieco lżejszego pocisku oraz większej łuski 40×364R. Według innych publikacji, teoretyczna szybkostrzelność osiąga 300 strzałów/min. Opracowano także nową gamę pocisków, w tym prefragmentowany odłamkowy (PFHE), wybuchowy o wysokich możliwościach 
(HCHE), wybuchowy ze smugaczem (HE-T) i przeciwpancerny z czepcem ochronnym i smugaczem (APC-T).
Na uzbrojenie armata L/70 w wersji holowanej weszła w 1951 roku. Konstrukcyjnie odróżnia się innym sposobem dosyłania naboju dla zwiększenia szybkostrzelności oraz wyrzucaniem łusek do przodu. Armata wymaga zasilania elektrycznego: w wersji A polega na zewnętrznym źródle zasilania, w wersji B dysponowała własnym agregatem prądotwórczym w tylnej części podwozia. Nadal zasilana była z czteronabojowych łódek, przy czym podajnik nad działem mieści 26 nabojów gotowych do użycia, a na podwoziu jest składowane 96 nabojów w dwóch stelażach. W wersji holowanej nadal działo jest osadzone na czterokołowym krzyżowym łożu dolnym, z unoszonymi kołami i opuszczanymi  czterema podstawami. Działo jest naprowadzane przez napędy elektrohydrauliczne, z prędkością 45°/s w pionie i 85°/s w poziomie, z rezerwowymi napędami ręcznymi. Obsada jest sześcioosobowa, w tym cztery osoby mają miejsca na łożu armaty: dwóch celowniczych odpowiedzialnych za naprowadzanie w pionie i poziomie po obu stronach działa i dwóch amunicyjnych. 
Działo L/70 było produkowane na licencji m.in. w Wielkiej Brytanii, Włoszech, Hiszpanii, Holandii, Republice Federalnej Niemiec i Indiach. Na jego bazie opracowano też podstawy morskie.
Masa w położeniu marszowym wersji A wynosi 4800 kg, wersji B z agregatem 5150 kg, długość w położeniu marszowym 7,29 m. Donośność maksymalna wynosi  12 500 m w poziomie i  8700 m w pionie, a skuteczna: 4000 m w pionie. Do działa L/70 mogą być zaadaptowane też systemy kierowania ogniem, w tym BOFI Boforsa z optronicznym celownikiem dzienno-nocnym, dalmierzem laserowym i komputerem kierowania ogniem oraz opcjonalnie z radarem umieszczonym nad lufą.